# جون كوتور
جون كوتور هو لاعب كرة قدم كندية كندي، ولد في 6 سبتمبر 1947 في هاميلتون في كندا.

## وصلات خارجية
- جون كوتور على موقع JustSportsStats.com (الإنجليزية)